# La Couleur de la haine
La Couleur de la haine (titre original : Knife Edge) est un roman de Malorie Blackman paru en 2003 en Angleterre et en 2006 en France. Il s'agit du deuxième tome de la série constituée d'Entre chiens et loups, La Couleur de la haine, Le Choix d'aimer, Le Retour de l'aube et Entre les lignes.

## Résumé
Callum est mort mais Sephy est toujours là. Et c'est d'un amour interdit entre un Nihil et une Prima que Callie Rose est née. Fille d'un terroriste(mort, pendu pour ses actes) et d'une traître à son sang, elle n'est encore qu'un bébé et pourtant, elle est déjà haïe de tous. Jude, le frère de Callum, veut tuer Sephy, la rendant coupable de la mort de celui-ci. Malgré la menace que Jude représente, Sephy va vivre chez Meggie, la mère de Jude, pour qu'elle puisse s'occuper de sa petite-fille. Sephy renoue ses liens avec sa mère(Jasmine Hadley) et arrive même à trouver un travail. Malgré tout ça, sa santé mentale se détériorera après qu'elle a eu de lourdes révélations sur les conséquences de la naissance de Callie et de son avenir.

## Personnages
- Perséphone Mira Hadley/  Sephy : personnage principal
- Callie Rose : fille de Sephy et de Callum McGrégor
- Jude McGrégor : oncle de Callie et frère de Callum
- Margaret McGrégor/ Meggie : mère de Callum et de Jude , grand-mère de Callie Rose
- Minerva Hadley/ Minnie : sœur de Sephy
- Jasmine Hadley : mère de Sephy et de Minerva